# Nazaret Kirke
|  | Nazarethkirken |
Nazaret Kirke ligger i Ryesgade på Østerbro i Københavns Kommune.

## Historie
Kirkens arkitekt var Victor Nyebølle.

## Kirkebygningen
- Front
- Tårn

## Interiør
- Set mod alter
- Set mod indgang

### Alter
- Kor
- Alter

### Prædikestol
- Prædikestol

### Døbefont
- Døbefont

### Orgel
- Orgel

### Kirkeskib
- Kirkeskibet Marie

## Eksterne kilder og henvisninger
- Wikimedia Commons har flere filer relateret til Nazaret Kirke
- Nazaret Kirke hos KortTilKirken.dk